# Tetraonyx quadrinotata
Tetraonyx quadrinotata is een keversoort uit de familie van oliekevers (Meloidae). De wetenschappelijke naam van de soort is voor het eerst geldig gepubliceerd in 1879 door Haag-Rutenberg.